# Noroy-le-Bourg
Noroy-le-Bourg és un municipi francès situat al departament de l'Alt Saona i a la regió de Borgonya - Franc Comtat. L'any 2007 tenia 486 habitants.

## Demografia

### Població
El 2007 la població de fet de Noroy-le-Bourg era de 486 persones. Hi havia 192 famílies, de les quals 48 eren unipersonals (20 homes vivint sols i 28 dones vivint soles), 64 parelles sense fills, 72 parelles amb fills i 8 famílies monoparentals amb fills.
La població ha evolucionat segons el següent gràfic:
Habitants censats

### Habitatges
El 2007 hi havia 235 habitatges, 199 eren l'habitatge principal de la família, 9 eren segones residències i 27 estaven desocupats. 219 eren cases i 15 eren apartaments. Dels 199 habitatges principals, 163 estaven ocupats pels seus propietaris, 26 estaven llogats i ocupats pels llogaters i 10 estaven cedits a títol gratuït; 5 tenien dues cambres, 14 en tenien tres, 43 en tenien quatre i 137 en tenien cinc o més. 146 habitatges disposaven pel capbaix d'una plaça de pàrquing. A 81 habitatges hi havia un automòbil i a 102 n'hi havia dos o més.

### Piràmide de població
La piràmide de població per edats i sexe el 2009 era:
| Homes | Edats   | Dones |
| ----- | ------- | ----- |
| 0     | 95 o +  | 0     |
| 0     | 90 a 94 | 4     |
| 0     | 85 a 89 | 4     |
| 0     | 80 a 84 | 0     |
| 0     | 75 a 79 | 8     |
| 20    | 70 a 74 | 4     |
| 8     | 65 a 69 | 12    |
| 20    | 60 a 64 | 20    |
| 4     | 55 a 59 | 8     |
| 20    | 50 a 54 | 4     |
| 16    | 45 a 49 | 16    |
| 16    | 40 a 44 | 16    |
| 16    | 35 a 39 | 12    |
| 20    | 30 a 34 | 20    |
| 16    | 25 a 29 | 32    |
| 8     | 20 a 24 | 8     |
| 8     | 15 a 19 | 12    |
| 20    | 10 a 14 | 20    |
| 24    | 5 a 9   | 12    |
| 16    | 0 a 4   | 12    |

## Economia
El 2007 la població en edat de treballar era de 328 persones, 233 eren actives i 95 eren inactives. De les 233 persones actives 218 estaven ocupades (122 homes i 96 dones) i 15 estaven aturades (6 homes i 9 dones). De les 95 persones inactives 43 estaven jubilades, 24 estaven estudiant i 28 estaven classificades com a «altres inactius».

### Ingressos
El 2009 a Noroy-le-Bourg hi havia 205 unitats fiscals que integraven 501 persones, la mediana anual d'ingressos fiscals per persona era de 15.841 €.

### Activitats econòmiques
Dels 17  establiments que hi havia el 2007, 1 era d'una empresa extractiva, 1 d'una empresa alimentària, 4 d'empreses de comerç i reparació d'automòbils, 4 d'empreses de transport, 1 d'una empresa d'hostatgeria i restauració, 1 d'una empresa de serveis i 5 d'entitats de l'administració pública.
Dels 2 establiments de servei als particulars que hi havia el 2009, 1 era una gendarmeria i 1 oficina de correu.
Dels 2 establiments comercials que hi havia el 2009, 1 era una gran superfície de material de bricolatge i 1 una botiga de menys de 120 m².
L'any 2000 a Noroy-le-Bourg hi havia 22 explotacions agrícoles que ocupaven un total de 994 hectàrees.

## Equipaments sanitaris i escolars
L'únic equipament sanitari que hi havia el 2009 era una farmàcia.
El 2009 hi havia una escola elemental.

## Poblacions més properes
El següent diagrama mostra les poblacions més properes.